# Альсобия гвоздикоцветная
Альсобия гвоздикоцветная (лат. Alsobia dianthiflora) — вид травянистых растений рода Альсобия (Alsobia) семейства Геснериевые (Gesneriaceae).
Ранее вид относили к близкому роду Эписция (Episcia), обозначая как Episcia dianthiflora. В настоящее время генетические и анатомические данные позволяют относить данный вид к роду Alsobia, отличному от эписций.

## Распространение и экология
Ареал точно неизвестен, поскольку для научных исследований используются культивируемые растения, происхождение которых неясно. По состоянию на 2018 год, документированные сборы данного вида в природе не производились на протяжении 70 лет. Ареал рода — Мексика, Центральная Америка, север Южной Америки. Предположительно, данный вид произрастает во влажных лесах на высоте 800—1000 м над уровнем моря. Часть культивируемых растений происходит от образца, собранного в Мексике (штат Герреро), но эти сведения не точны. Ещё один образец происходит из Сальвадора, но взят от культивируемого растения и может не указывать на естественное произрастание там данного вида.

## Ботаническое описание
Эпифитное травянистое растение, образующее ползучие побеги (столоны). Столоны тонкие, диаметром 1-2 мм, зелёные или красноватые, опушённые. Листья супротивные, собраны пучками в узлах столонов на коротких побегах. Длина листовой пластинки 1,8—4 см. Черешок листа такой же длины, как листовая пластинка, красноватого цвета. Листья овальные до широкоовальных, листовая пластинка мясистая, зелёная с коричневатым оттенком по средней жилке. Поверхность листа опушённая. По краю листа 3—5 неглубоких округлых зубцов, кончик листа притупленный.
Цветки одиночные, на коротком цветоносе, венчик длиной 3,3—4 см, трубчатый, пятилепестный, с характерной бахромой по краю лепестков и пурпурным крапом в зеве.
От других видов отличается мелкими листьями, относительно длинными черешками листьев, тонкими столонами. Цветки похожи на цветки Alsobia chiapensis, но более длинные и менее вздутые снизу.

## В культуре
Самый распространённый в культуре вид рода. Используется как почвопокровное и ампельное растение. Путём скрещивания с альсобией точечной (Alsobia punctata) выведены наиболее популярные в культуре сорта ‘Cygnet’ и ‘San Miguel’.